# Robin Benway
Robin Benway   (Inglewood, 1978) és una escriptora del comtat d'Orange, Estats Units.
Va néixer a Orange County (Califòrnia, EUA) i va estudiar a les prestigioses universitats NYU (New York University) i UCLA (University of California at Los Angeles).
És coneguda per les seves novel·les per a adults joves , Audrey, Wait! (2008) i Els secrets extraordinaris d'April, May i June (2010). També va escriure la sèrie Also Known As. El seu llibre, Lluny de l'arbre, guanyar el National Book Award for Young People's Literature 2017.
La seva primera novel·la Audry, Wait! (2008), publicada en català per Galatea Llibres va ser un èxit als Estats Units i ja s'ha traduït a més de deu idiomes. La seva novel·la més recent és Els secrets extraordinaris d'April, May i June (2012) publicada en català per l'Editorial La Galera.
Actualment viu a Santa Monica.